# Sinopa
Sinopa — рід гієнодонтидних ссавців із родини Sinopidae, які жили в Північній Америці та Азії протягом раннього та середнього еоцену.

## Опис
Sinopa був невеликим родом гієнодонтидних ссавців. Приблизна вага видів Sinopa становила від 1.33 до 13.97 кілограмів.